# Ондевиј
Ондевиј (фр. Andeville) насеље је и општина у североисточној Француској у региону Пикардија, у департману Оаза која припада префектури Бове.
По подацима из 2011. године у општини је живело 3112 становника, а густина насељености је износила 746,28 становника/km². Општина се простире на површини од 4,17 km². Налази се на средњој надморској висини од 150 метара (максималној 178 m, а минималној 98 m).

## Демографија
| 1962. | 1968. | 1975. | 1982. | 1990. | 1999. | 2011. |
| ----- | ----- | ----- | ----- | ----- | ----- | ----- |
| 1.306 | 1.427 | 1.465 | 1.782 | 2.282 | 2.996 | 3.112 |

График промене броја становника у току последњих година